# Frances O'Connor
Frances O'Connor, född 12 juni 1967 i  Wantage, Oxfordshire, är en brittisk-australisk skådespelare. O'Connor är främst för sina roller i filmer som Mansfield Park (1999), Djävulen och jag (2000), A.I. – Artificiell Intelligens (2001), Mister Ernest (2002) och Timeline (2003), samt i tv-serien Mr Selfridge.

## Filmografi i urval
- 1999 – Mansfield Park
- 2000 – Madame Bovary
- 2000 – Djävulen och jag
- 2001 – A.I. – Artificiell Intelligens
- 2002 – Mister Ernest
- 2003 – Timeline
- 2004 – Iron Jawed Angels
- 2008 - Cashmere Mafia (TV-serie)
- 2011 – The Hunter
- 2013–2014 – Mr Selfridge (TV-serie)
- 2014 – The Missing (TV-serie)
- 2016 – The Conjuring 2